# 成層燃焼
成層燃焼（せいそうねんしょう）とは、ガソリン内燃機関で主に燃費向上技術として用いられる燃焼方法。層状燃焼とも言う。

## 概要
通常、ガソリンエンジンではスロットルバルブより空気を吸入し、インテークマニホールドを通過する際にインジェクターにより微粒化したガソリンを噴射し混合する。空燃比が11 - 17：1程度の混合気（重量比。空気重量：ガソリン重量）をインテークポートより燃焼室内に吸入し、圧縮後、点火→燃焼→排気させる。
ガソリンと空気を混合する際、吸入した空気全てに均一にガソリンを混合する場合を均一混合と言い、一般的に広く用いられている。
均一混合においては、いかにムラなく均一に空気とガソリンを混合できるかが、燃焼を安定させるために重要であった。
一方、成層燃焼ではピストンの下降に伴うシリンダー内の気流などを利用し、ガソリンと空気が均一に交じり合うことを防ぎ、混合気を濃い層（可燃層）と殆ど空気だけの層（断熱層）に分け、可燃層が、圧縮行程後期に点火プラグ近傍に集まるよう、燃焼室内の気流を制御する。
これにより、燃焼室内全体の混合比で見ると、最大55：1（EGR含む）程度の超希薄燃焼を可能としている。
成層燃焼は、一部リーンバーンエンジン及び、筒内直噴ガソリンエンジンの部分負荷運転（パーシャルスロットル）時に用いられる。